# Torneo de Zúrich 1995
El European Indoors 1995 fue un torneo de tenis femenino, disputado del 2 al 8 de octubre de 1995. Fue un evento de categoría Tier I que se jugó en canchas de carpeta en pistas cubiertas como preparativo para el campeonato de fin de año de la WTA. Fue la 12.ª edición del torneo y tuvo lugar en el Saalsporthalle en la ciudad suiza de Zúrich.

## Campeonas

### Individual femenino
Iva Majoli venció a  Mary Pierce por 6-4, 6-4

### Dobles femenino
Nicole Arendt /  Manon Bollegraf vencieron a  Chanda Rubin /  Caroline Vis por 6–4, 6–7(4–7), 6–4